# Кварцмонцонитпорфирит
Кварцмонцонитпорфирит је кисела магматска стена, ашистни жични еквивалент кварцмонцонита. Настаје кристализацијом киселе магме у пукотинама у Земљиној кори.
Минерали који изграђују кварцмонцонитпорфирит су:
- кварц,
- ортоклас или микроклин,
- интермедијарни плагиоклас,
- бојени минерал: биотит, хорнбленда.

Садржај ортокласа је, у овој стени, приближно једнак садржају плагиокласа.
Структура кварцмонцонитпорфирита је порфироидна до порфирска, док је његова текстура масивна.